# Белорусский казачий полк
Белору́сский каза́чий полк — войсковая единица русской армии в русско-польскую войну 1654—67 годов.

## История полка
Русское правительство, чтобы использовать белорусскую шляхту в борьбе за возвращение западнорусских земель, поручило могилёвскому шляхтичу Константину Поклонскому (присвоив ему чин полковника) создать белорусский полк. Сформирован в июле — августе 1654 в Радомском замке из белорусской шляхты, горожан и крестьян Могилевского, Мстиславского и Чаусского уездов (около 6 тыс. чел.). Участвовал во взятии Могилёва (август 1654). Русское правительство передало полку во временное управление Могилёв, преобразовав Могилёвский уезд в полковую административно-территориальную единицу. Казаками было уничтожено почти всё еврейское население Могилёва. По легенде, удалось спастись только одной паре, от которой и продолжилось еврейское население города.
В феврале 1655 во время осады Могилёва войском Я. Радзивилла, Поклонский и часть шляхты из Белорусского полка перешли на сторону польско-литовского войска.
О. Л. Латышонок пишет:
Но за Поклонским не последовали его казаки.  Вместе с московским гарнизоном и горожанами они, несмотря на огромные потери (большинство жителей города, несколько тысяч человек, погибли от голода и чумы) защищали Могилев от Радзивилла. Около 2000 белорусских казаков и 800 московских солдат были убиты, ранены или погибли. Однако литовская армия была почти полностью уничтожена. Это было началом конца и для Радзивилла, и для Поклонского.
Поклонский имел целью подчинить Белорусское Поднепровье шляхте, что противоречило интересам местного населения и украинской казацкой верхушки, вызвало побеги крестьян и горожан из полка. Тем не менее полк активно пополнялся новобранцами и к лету 1655 года численность полка могла достигать численности около 10.000 человек и к осени казаки полка в составе корпуса Золотаренко вышли на реки Неман и Западный Буг. Полк продолжил существование и после измены Поклонского. Возглавил его Павел Окуркович, также в отдельное время управляли им наказные полковники К. Дяченко и Матвей Старинский, а затем Иван Нечай. Полк фактически просуществовал до 1659 года, за период существования полк активно пополнялся новоприбывшими казаками со всего белорусского Поднепровья. После взятия в 1659 году Мстиславля и Старого Быхова русские власти начали политику расказачивания территорий принадлежавших полку. Согласно 6-й и 15-й статьям Переяславских статей: «На Белой Росии ныне и впредь залогам черкасским не быть». Всех кто публично назывался Войском Запорожским, тех было приказано ссылать в «черкасские» города, то есть на территории современной Украины, согласно 15-й статье гетман обязывался вывести всех казаков с территории современной Белоруссии на Запорожье. Многие казаки полка позже вернулись в крестьянское сословие, другая же часть ушла на земли Войска Запорожского.

## Структура полка

### Полк
Во главе полкового управления стояли выборные полковник и полковая старшина. Избирались они не на ограниченное время, а пожизненно. Однако они могли быть лишены должности царем, а также решением собрания старшины.
В отличие от воевод-полковников древнерусского периода, и полковников регулярных армейских частей, полковник слободского казачьего полка представлял одновременно административную и военную власть. Полковник имел право издавать указы, за своей подписью — универсалы. Символом полковничьей власти был шестопёр (пернач, разновидность булавы шестигранной формы), полковая хоругвь, полковничья печать.
Полковая старшина (штаб) состояла из шести человек: полковой обозный, судья, есаул, хорунжий и два писаря.
Полковой обозный — первый заместитель полковника. Заведовал артиллерией и крепостной фортификацией. В отсутствие полковника замещал его, но не имел права издавать приказы-универсалы (в отличие от наказного полковника).
Также существовала временная должность — наказной полковник. Он исполнял обязанности полковника при выступлении сводного казачьего отряда в поход или замещал полковника в случае невозможности исполнять им своих обязанностей.
Судья — заведовал гражданским судом в полковой ратуше.
Есаул — помощник полковника по военным делам.
Хорунжий — командир «хорунжевых» казаков, охраны полковника и старшины. Заведовал полковой музыкой и отвечал за сохранность хоругви (знамени полка).
Писари — секретари в ратуше. Один заведовал военными делами, второй — гражданскими.

### Сотня
Полк делился на сотни. В составе Белорусского полка было 19 сотен.
Сотня — административно-территориальная единица в составе полка. Сотня возглавлялась сотником. Он обладал широкими военными, административными, судебными и финансовыми полномочиями. Первоначально избирался казаками сотни. Позже избирался сотенной старшиной и утверждался полковниками из числа старшины.
Сотенная старшина (штаб) состояла из сотника, сотенного атамана, есаула, писаря и хорунжего. Должности по обязанностям совпадали с полковыми:
Сотенный атаман — заместитель сотника. Воплощал в себе обязанности обозного и судьи на сотенном уровне.
Есаул — помощник полковника по военным делам.
Писарь — секретарь.
Хорунжий — заведовал флагом сотни, на котором изображалась эмблема сотни, в основном христианская. Это могли быть крест, ангел, ангел-хранитель, архангел Михаил, солнце (Иисус Христос), дева Мария, а также воинские атрибуты. С 1700-х годов знамёна становятся двухсторонними — на каждой стороне разное изображение. Также на нём обозначались полк и название сотни.

## Сотни
До нас дошли фамилии сотников, подписавших в 1656 году челобитную царю: «Корней Ондреев, сотник Чаускии; Петр Прядчен. сотник Могилевский; Василь Иванов Сулим, сотник Могилсвский; Александро Козловский, сотник Горский; Харитон Жуковский, сотник; Василь Дроздснко, сотник Заболоцкий; Петр Василевич, сотник Городенский; Кузьма, сотник Акулинский; Андрей Конюшевский, сотник Гроденский; Иван Войтехов, сотник Святозерский; Игнат Слиский, сотник; Яцко Офонасьев, сотник Улановский; Кондрат Прокопов, сотник Рагозинский; Дмитрей Офонасьев, сотник Белявицкий; Гаврило Шмойленко, сотник Черековский, Вербеский и Пропойский; Гелияш Зазерский, сотник Чечерский; Сергей Проневский, сотник Меженский и Смоленский; сотник Хоритон Зубов».
- 1-я Могилевская (Могилев)
- 2-я Могилевская (Могилев)
- 3-я Могилевская (Могилев)
- Чаушская
- Горская
- Заболоцкая
- Городенская
- Акулинская
- Гродненская
- Святозерская
- Улановская
- Рагозинская
- Белявицкая
- Черековская
- Вербеская
- Пропойская
- Чечерская
- Меженская
- Смоленская

## Полковники
- Константин Юрьевич Поклонский — полковник в 1654—1655 годах.
- Павел Окуркевич (Окуркович) — могилевский шляхтич, возглавил полк в 1655 году, после измены Поклонского.
- Иван Нечай — полковник в 1655—1659 годах.